# Wommener Dreieck
Wommener Dreieck is een knooppunt in aanbouw in de Duitse deelstaat Hessen.
Op dit trompetknooppunt ten noordwesten van de buurtschap Wommen in de gemeente Herleshausen sluit de A44 vanuit Kassel aan op de A4 Kirchheimer Dreieck-Poolse grens bij Görlitz.